# نزعة أبوية

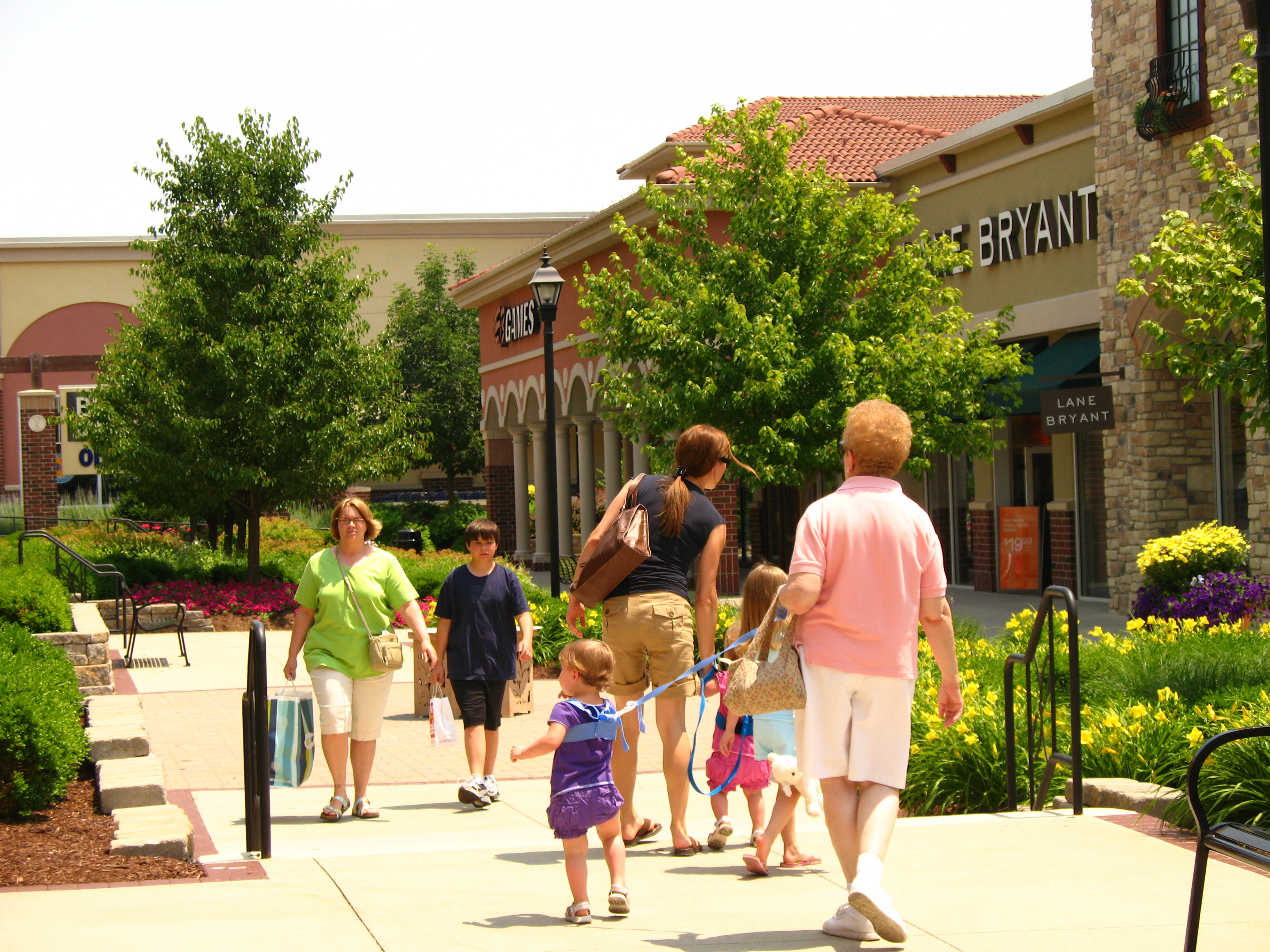
صورة تظهر طفل يرتدي حزام الأطفال

النزعة الأبوية (بالإنكليزية: Paternalism) هو سلوك من قبل شخص أو منظمة أو دولة ، يهدف إلى الحد من حرية أو استقلال الشخص أو المجموعة المعنية لما فيه مصلحته.